# Papamosques de Brooks
El papamosques de Brooks (Cyornis poliogenys) és una espècie d'ocell de la família dels muscicàpids (Muscicapidae). Es troba al nord-est de l'Índia, el Nepal, Bhutan, Bangladesh, nord de Myanmar i sud-oest de la Xina. Habita els boscos tropicals i subtropicals de frondoses humits i el seu estat de conservació és de risc mínim.
El nom específic de Brooks fa referència a William Edwin Brooks (1828-1899), enginyer civil a l'Índia i ornitòleg.